# Марія Лассніг
Марія Лассніг (нім. Maria Lassnig; 8 вересня 1919, Каппель-ам-Краппфельд — 6 травня 2014, Відень) — австрійська художниця.

## Життя і творчість

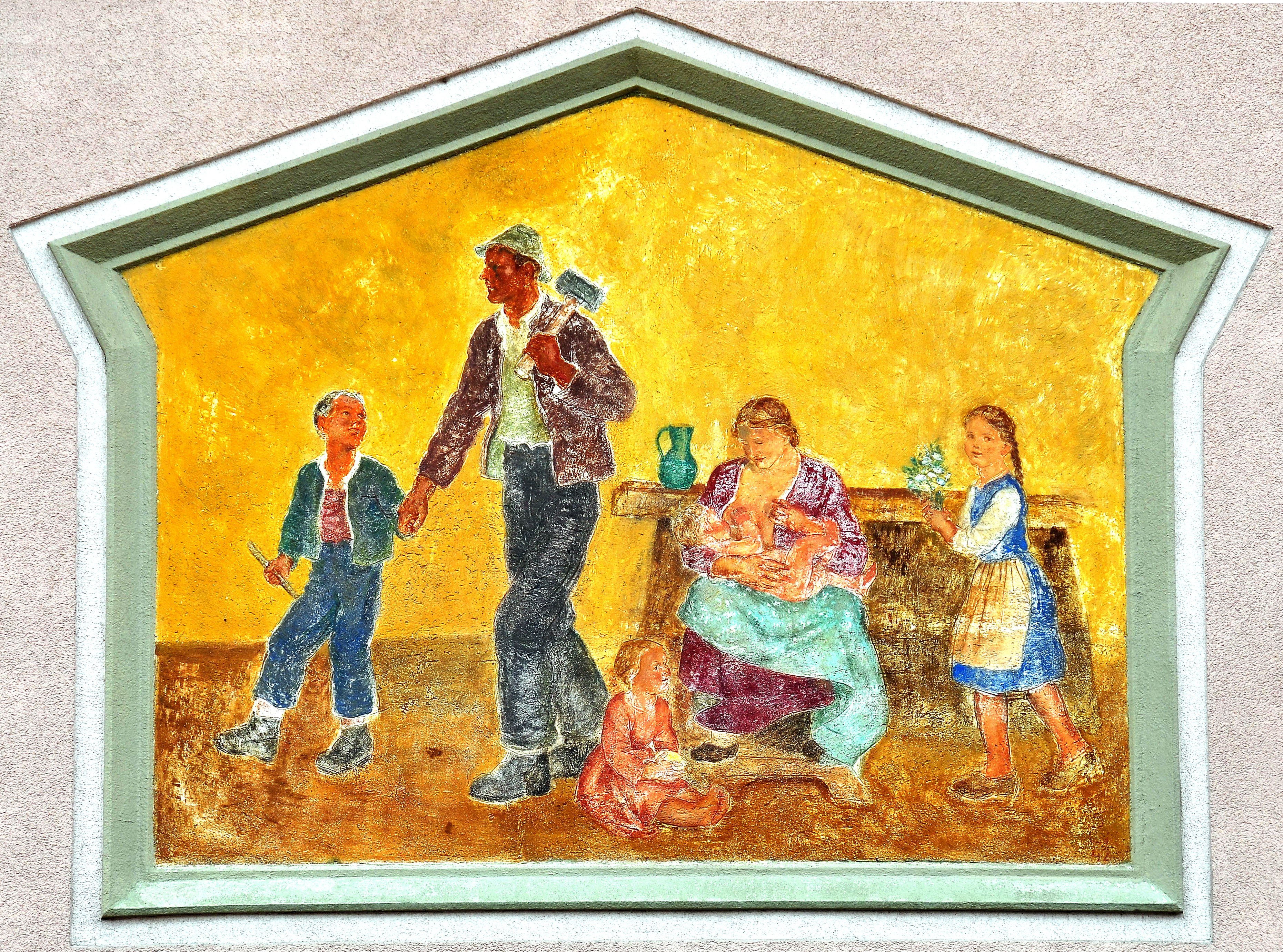
Фреска, спільна робота з Світбером Лобіссером, 1943

За своєю першою професією М. Лассніг була викладачкою; працювала в рідній Каринтії. 1941 року переїхала до Відня, де вступає у місцеву Академію образотворчого мистецтва. Недовчившись, покинула Академію в 1943 році, бо її роботи були зараховані до т. зв. дегенеративного мистецтва. Все-таки в 1945 році М. Лассніг закінчує Академію і повертається у Клагенфурт, де в 1948 році відбулася її перша персональна виставка.
У 1951 році знову приїжджає до Відня; отримавши стипендію, художниця вирушає до Парижу в 1952 році і там знайомиться з Андре Бретоном, Паулем Целаном, Беньяміном Пере та ін. французькими сюрреалістами. У початковий період своєї творчості вона захоплюється сюрреалізмом. 1954 року М. Лассніг повертається у віденську Академію і закінчує своє навчання в класі Альберта Ґютерсло. Спільно з художником Арнульфом Райнером, є одним з основоположників напряму інформель в австрійському мистецтві.
Між 1961 і 1968 роками М. Лассніг живе і працює в Парижі. Малює акварелі і 2-х метрові «тілесні» фігуративні твори, які, втім, ніколи не виставлялися. У 1968 художниця переїжджає в Нью-Йорк і відкриває тут свою майстерню. 1970 року вона навчається на курсах анімаційного малюнка в місцевій Школі візуального мистецтва (School of Visual Arts).
Придбавши 16-мм кінокамеру, М. Лассніг знімає кілька фільмів. Збори анімаційних і кінематографічних робіт художниці показано згодом на її великий ретроспективі у віденському музеї Альбертіна. 1978 року показано також в рамках культурної програми DAAD в Берліні. 1980 року художниця повертається до Відня і займає кафедру професора живопису в місцевому Університеті прикладного мистецтва. Роботи М. Лассніг виставлялися на експозиціях сучасного мистецтва documenta в 1982 і 1997 роках в Касселі. Персональні виставки робіт М. Лассніг проходили у найбільших музеях Нью-Йорка, Парижа, Цюриха, Риму, Відня, Дюссельдорфа, Мюнхена, Франкфурта-на-Майні, Гааги, Нюрнберга, Люцерна та ін.

## Нагороди та премії
- 1988 — Велика державна премія Австрії в галузі мистецтва.
- 1998 — премія Оскара Кокошки.
- 2002 — премія Рубенса.
- 2004 — премія Макса Бекмана.
- 2005 — австрійський почесний знак «За науку і мистецтво».

## Галерея
- Автопортрет художниці [Архівовано 12 березня 2013 у Wayback Machine.]